# Rudolf von Travers
Johann Rudolf von Travers zu Ortenstein (* zwischen 1585 und 1594; † nach dem 11. Juni 1642 in Tumegl/Tomils) war ein Bündner Richter und Offizier aus dem Bündner Adelsgeschlecht Travers.
Rudolf studierte an der Universität Dillingen. Von 1614 bis 1632 war er als Söldner in den Diensten Frankreichs tätig. Er heiratete Catarina Lucretia von Planta (* 1610), die Tochter des Pompejus Planta. Um 1625 wurde ihr einziges Kind  Johann geboren. Rudolf war 1620 Richter am Strafgericht von Chur. 1624 war er Gesandter von Graubünden an der Tagsatzung in Solothurn. Als im selben Jahr die Franzosen in Graubünden einrückten, wurde er Hauptmann und 1625 Oberstleutnant im Regiment Schauenstein seines Vetters. 1635 war er in derselben Stellung unter Herzog Henri II. de Rohan im Veltlin stationiert. 1637 war er an einer Verschwörung gegen Henri beteiligt. 1639 vertrat er Graubünden an den Verhandlungen des 1. Mailänder Kapitulats. Als Henri das Land verliess, trat Rudolf mit seinem Regiment in den Dienst Spaniens. Rudolf war Ende der 1630er-Jahre einer der einflussreichsten Politiker in Graubünden.
Rudolf starb 1642, seine Frau Catarina wohnte mit ihrem Sohn bis 1649 in Paspels, wo das Haus ihres Vaters ihr zugefallen war. Als 1649 ihr Schwager Johann Viktor von Travers kinderlos starb, erbte ihr Sohn Johann das Schloss Ortenstein. Fortan wohnte sie dort. Johann wurde vom Kaiser in den Freiherrnstand erhoben; 1674 wurde er Pfandbesitzer des Schlosses Rhäzüns. Er heiratete 1645 und Catarina erlebte die Geburt von neun Enkeln. Da die anderen traversischen Linien allmählich ausstarben, ist Catarina die Stammmutter aller späteren Travers. Unter ihren Nachkommen waren zwei Generäle. Die Familie wurde 1776 in den Grafenstand erhoben.